# Wzdłużnica

Schematycznie przedstawiony rzut boczny kadłuba wraz z wzdłużnicami.

Wzdłużnica – teoretyczna linia kadłuba statku wodnego powstała z przecięcia zewnętrznej powierzchni kadłuba płaszczyzną równoległą do płaszczyzny symetrii (prostopadła do płaszczyzna wodnicy konstrukcyjnej i płaszczyzny owręża) a następnie rzutowania na tę płaszczyznę. Jest elementem rysunku teoretycznego statku wykreślanego przez konstruktora (szkutnika) na etapie projektowania jednostki. Seria wzdłużnic stanowi rzut boczny kadłuba, inaczej nazywany bokiem. Ze względu na to, że wzdłużnice dla lewej i prawej części kadłuba są takie same, rysuje się je tylko dla jednej strony. 